# Mezinárodní federace hudebního průmyslu
Mezinárodní federace hudebního průmyslu (International Federation of the Phonographic Industry, IFPI) je nezisková organizace, která reprezentuje tzv. hudební průmysl po celém světě. Organizace byla založena v roce 1933 se sídlem v Londýně. Regionální pobočky má v Bruselu, Hongkongu, Miami, Aténach a Moskvě. Funkci CEO v organizaci zastáva od 1. července 2010 Frances Moore. Hlavní náplní organizace je zastupování producentů a údajně boj proti praktikám pirátství. Členy IFPI jsou mj. i SNEP, FIMI, BPI a ZPAV.
IFPI také uděluje certifikace prodejnosti IFPI Platinum Europe Awards a IFPI Middle East Awards..

## V České republice
ČNS IFPI sestavuje a vydává žebříček písniček vysílaných v České republice.